# Эрегор, Джудльбрандур
Джудльбра́ндур уй О́рни Э́регор (фар. Gullbrandur í Horni Øregaard; род. 18 июля 2002 года в Торсхавне, Фарерские острова) — фарерский футболист, опорный полузащитник клуба «Саннес Ульф».

## Карьера

### Клубная
Джудльбрандур занимался футболом в академиях норвежских клубов «Форус ог Гаусель» и «Хина Фотбол». В 2021 году он присоединился к команде «Саннес Ульф» из первого дивизиона Норвегии. 23 августа того же года он дебютировал за неё в матче с «КФУМ». Всего в своём первом сезоне на взрослом уровне Джудльбрандур принял участие в 5 встречах. В сезоне-2022 он забил первый гол в карьере, поразив ворота «Согндала». Это был его единственный мяч в 14 сыгранных встречах. В 2023 году полузащитник принял участие в 24 матчах первой норвежской лиги.

### Международная
Свой единственный матч за сборную Фарерских островов (до 19 лет) Джудльбрандур провёл 3 сентября 2019 года: в поединке с сборную Северной Ирландии он отыграл 66 минут и затем был заменён на Ноа Мнени. 6 сентября 2021 года полузащитник впервые появился на поле в составе молодёжной сборной архипелага, заменив Ноа Мнени на 63-й минуте встречи с французской «молодёжкой». Всего Джудльбрандур сыграл 13 игр в за молодёжную сборную. В июне 2024 года он впервые получил вызов в национальную сборную Фарерских островов по футболу на матчи Кубок Балтии. Его дебют состоялся 11 июня в матче со сборной Латвии. Полузащитник целиком отыграл эту встречу.

## Статистика

### Клубная
| Выступление      | Выступление      | Выступление      | Лига | Лига | Кубки | Кубки | Еврокубки | Еврокубки | Прочие | Прочие | Итого | Итого |
| Клуб             | Лига             | Сезон            | Игры | Голы | Игры  | Голы  | Игры      | Голы      | Игры   | Голы   | Игры  | Голы  |
| ---------------- | ---------------- | ---------------- | ---- | ---- | ----- | ----- | --------- | --------- | ------ | ------ | ----- | ----- |
| Саннес Ульф      | Первый дивизион  | 2021             | 5    | 0    | 3     | 0     | 0         | 0         | 0      | 0      | 8     | 0     |
| Саннес Ульф      | Первый дивизион  | 2022             | 14   | 1    | 0     | 0     | 0         | 0         | 0      | 0      | 14    | 1     |
| Саннес Ульф      | Первый дивизион  | 2023             | 24   | 0    | 2     | 0     | 0         | 0         | 1      | 0      | 27    | 0     |
| Саннес Ульф      | Первый дивизион  | 2024             | 9    | 0    | 4     | 0     | 0         | 0         | 0      | 0      | 13    | 0     |
| Саннес Ульф      | Итого            | Итого            | 52   | 1    | 9     | 0     | 0         | 0         | 1      | 0      | 62    | 1     |
| Всего за карьеру | Всего за карьеру | Всего за карьеру | 52   | 1    | 9     | 0     | 0         | 0         | 1      | 0      | 62    | 1     |

### Международная
| Матчи и голы Джудльбрандура Эрегора за национальную сборную Фарерских островов | Матчи и голы Джудльбрандура Эрегора за национальную сборную Фарерских островов | Матчи и голы Джудльбрандура Эрегора за национальную сборную Фарерских островов | Матчи и голы Джудльбрандура Эрегора за национальную сборную Фарерских островов | Матчи и голы Джудльбрандура Эрегора за национальную сборную Фарерских островов | Матчи и голы Джудльбрандура Эрегора за национальную сборную Фарерских островов |
| №                                                                              | Дата                                                                           | Оппонент                                                                       | Счёт                                                                           | Голы                                                                           | Соревнование                                                                   |
| ------------------------------------------------------------------------------ | ------------------------------------------------------------------------------ | ------------------------------------------------------------------------------ | ------------------------------------------------------------------------------ | ------------------------------------------------------------------------------ | ------------------------------------------------------------------------------ |
| 1                                                                              | 11 июня 2024                                                                   | Латвия                                                                         | 0:1                                                                            |                                                                                | Кубок Балтии                                                                   |

Итого: 1 матч и 0 голов; 0 побед, 0 ничьих, 1 поражение.